# Gare de Sidi Bader
La gare de Sidi Bader est une gare ferroviaire algérienne située sur le territoire de la commune d'Ouillen, dans la wilaya de Souk Ahras.

## Situation ferroviaire
La gare est située dans le Nord de la commune d'Ouillen, sur la ligne de Souk Ahras à la frontière tunisienne. Elle est précédée de la gare de Tarja et suivie de celle de Takouka.

## Service des voyageurs

### Desserte
La gare de Sidi Bader est desservie par les trains régionaux de la liaison Souk Ahras - Sidi El Hemissi.